# Phymatostetha mutata
Phymatostetha mutata är en insektsart som beskrevs av Victor Lallemand 1922. Phymatostetha mutata ingår i släktet Phymatostetha och familjen spottstritar. Inga underarter finns listade i Catalogue of Life.